# Elaphocera martini
Elaphocera martini es una especie de coleóptero de la familia Scarabaeidae.

## Distribución geográfica
Habita en Ronda (Málaga).